# Список Героев Российской Федерации (Краснодарский край)

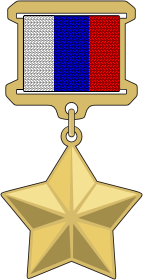
Медаль Героя РФ

В статье приводится список Героев Российской Федерации, которые родились или жили (учились, служили) на территории современного Краснодарского края и входившей в край Адыгейской автономной области. В скобках — год присвоения звания Героя Российской Федерации.

## Герои краснодарского края
1. Аверьянов, Иван Васильевич (1995)[1]
2. Апакидзе, Тимур Автандилович
3. Богданченко, Сергей Николаевич (1999, посмертно)[2]
4. Борисов, Сергей Георгиевич (2000)[3]
5. Борисюк, Сергей Константинович (1996)[4]
6. Быстрицкий, Георгий Георгиевич (1996)[5]
7. Воловиков, Андрей Валентинович (2008)[6]
8. Волосков, Алексей Владимирович
9. Голаев, Джанибек Нанакович (1995)[7]
10. Гармаш, Артём Владимирович (2013, посмертно)[8]
11. Дангириев, Михаил Султанович (2000, посмертно)[9].
12. Долонин, Владислав Александрович (1995, посмертно)[10].
13. Дубовой, Виктор Викторович
14. Евскин, Вячеслав Михайлович (1996, посмертно)[11]
15. Звягинцев, Андрей Николаевич (2002)[12]
16. Игнатов, Николай Иванович (1993)[13]
17. Казанцев, Виктор Германович (1999)
18. Каракетов, Юнус Кеккезович (1995)[14]
19. Касьянов, Илья Анатольевич
20. Квочур, Анатолий Николаевич
21. Кобылаш, Сергей Иванович
22. Ковалёв, Александр Геннадьевич (1999, посмертно)[15]
23. Кожин, Игорь Сергеевич
24. Конюхов, Иван Иванович
25. Короченский, Анатолий Анатольевич
26. Костин, Сергей Вячеславович (1995, посмертно)[16].
27. Кропочев, Иван Алексеевич
28. Кретов, Павел Павлович
29. Кружалин, Александр Павлович
30. Маркелов, Виктор Васильевич (1996)[17].
31. Матковский, Игорь Феоктистович
32. Мезох, Владимир Чемгуевич (1995)[18].
33. Мисуркин, Александр Александрович
34. Нерестюк, Игорь Михайлович (1996)[19]
35. Нечаев, Иван Владимирович (2008)[20]
36. Никишин, Дмитрий Николаевич (1999)[21]
37. Омельков, Виктор Емельянович (1995, посмертно)[22]
38. Онуфриенко, Юрий Иванович
39. Осокин, Евгений Анатольевич (1997, посмертно)[23]
40. Очеретный, Валерий Иосифович (12.9.1996, посмертно)[24]
41. Падалка, Геннадий Иванович
42. Палагин, Сергей Вячеславович (2004)
43. Палатиди, Алексей Иванович (1999, посмертно)[25]
44. Печников, Александр Валентинович[26]
45. Попов, Геннадий Леонидович (1993)[27]
46. Посадский, Владислав Анатольевич (2004, посмертно)[28]
47. Проценко, Олег Петрович (1999, посмертно)[29]
48. Прохода, Артем Владимирович (2024)
49. Ропотан, Сергей Александрович (2000)[30]
50. Ростовский, Николай Васильевич (1995, посмертно)[31]
51. Савчук, Вадим Иванович (1995)[32]
52. Сарабеев, Владимир Иванович (1995, посмертно)[33]
53. Семенков, Владимир Владимирович (1996)[34]
54. Сергеев, Владимир Борисович
55. Сизоненко, Евгений Николаевич (2000, посмертно)[35]
56. Скрыпник, Николай Васильевич (1996, посмертно)[36]
57. Степанов, Владимир Филиппович (1994)[37]
58. Сураев, Максим Викторович
59. Сюткин, Павел Павлович (2008)[38]
60. Таранец, Сергей Геннадьевич (2000, посмертно)[39]
61. Тимерман, Константин Анатольевич (2008)[40]
62. Ткаченко, Игорь Валентинович (2009)[41]
63. Толбоев, Магомед Омарович
64. Тормахов, Дмитрий Дмитриевич (1996)[42].
65. Трещёв, Сергей Евгеньевич (2004)[43]
66. Трошев, Геннадий Николаевич (1999)[44](Похоронен в Краснодаре)
67. Фабрый, Алексей Иванович
68. Федотов, Евгений Михайлович (2010)[45]. (Служил в Кореновске)
69. Филипов, Роман Николаевич (6.2.2018, посмертно) (учился)
70. Хабибуллин, Ряфагать Махмутович (1996, посмертно)[46].(служил в Кореновске)
71. Цеев, Эдуард Кушукович (1999)[47].
72. Чабанов, Владимир Анатольевич (1994)[48].
73. Шевелев, Николай Николаевич (2001, посмертно)[49].
74. Шендрик, Евгений Демьянович (2000)[50].
75. Шикунов, Фёдор Иванович (1996, посмертно)[46].
76. Якименко, Юрий Николаевич (2000)[51].
77. Яковлев, Юрий Павлович (2008)[52]
78. Яцков, Игорь Владимирович (2000, посмертно, похоронен в Краснодаре)[53].